# Madonna van de sinaasappelboom
De Madonna van de sinaasappelboom (Italiaans: Madonna dell'Arancio) is een schilderij van Cima da Conegliano. Sinds 1919 maakt het schilderij deel uit van de collectie van de Gallerie dell'Accademia in Venetië.

## Herkomst
Het altaarstuk is afkomstig uit de Santa Chiara in Murano. Deze kerk hoorde bij een clarissenklooster. In de tijd van Napoleon werden de kloosters opgeheven en in 1810 verhuisde het schilderij naar het Palazzo Reale aan het San Marcoplein in Venetië. Na de nederlaag van Napoleon werd het in 1816 naar Wenen gebracht om pas in 1919 terug te keren naar Venetië als onderdeel van herstelbetalingen van de Eerste Wereldoorlog.

## Voorstelling
De Madonna van de sinaasappelboom toont een sacra conversazione, maar in een ongebruikelijke uitvoering, omdat het tafereel zich volledig in een natuurlijk landschap afspeelt. Dit sluit aan bij de tendens die zich in die jaren begon af te tekenen om de traditionele gesloten architecturale achtergronden los te laten.
Maria zit, in plaats van op de gebruikelijke houten of marmeren troon, op een rots in de vorm van een troon, met daarachter de sinaasappelboom die het werk zijn naam geeft. Aan de voet van de troon hangt een rol papier (cartiglio) met de handtekening van de kunstenaar. Links van de Madonna staat de heilige Hiëronymus, herkenbaar aan zijn lange, grijze baard, de kleding van een kluizenaar en de steen in zijn hand om als boetedoening op de borst te slaan. Links naast de troon is nog de kop van een leeuw te zien, het traditionele attribuut van de heilige. Aan de andere kant van Maria is Lodewijk van Toulouse afgebeeld, te herkennen aan het bisschopsgewaad, de pij van de Franciscanen die hij eronder draagt en zijn jeugdige uitstraling. Op de achtergrond staat Jozef met een ezel. De iconografie van de vlucht naar Egypte wordt zo gecombineerd met een sacra conversazione.
De achtergrond bestaat uit een idyllisch landschap, met in de verte glooiende heuvels, een ommuurde stad met een kasteel en tal van planten- en diersoorten die vaak een symbolische betekenis hebben. Zo zijn op de voorgrond twee rode patrijzen te zien, mogelijk bedoeld als symbool van het kwaad en oneerlijkheid. Iets hoger zijn links een hert (symbool van Christus of het verlangen naar het ware geluk) en een wit konijn (mogelijk een symbool van de wederopstanding of van waakzaamheid) afgebeeld en rechts een hond (symbool van trouw). De bloesem van sinaasappelboom ten slotte onderstreept de zedigheid van Maria, terwijl de sinaasappel zelf verwijst naar haar rol als nieuwe Eva.
Antonello da Messina, die van 1474 tot 1476 werkzaam was in Venetië, heeft grote invloed uitgeoefend op Cima. Op de Madonna van de sinaasappelboom komt dit tot uitdrukking in de lucht die bij de horizon helder en goudkleurig wordt, wat de kleuren een lentefrisheid geeft. Dit licht verbindt het landschap, de hoofdrolspelers en alle details van het altaarstuk met elkaar. 

## Afbeeldingen

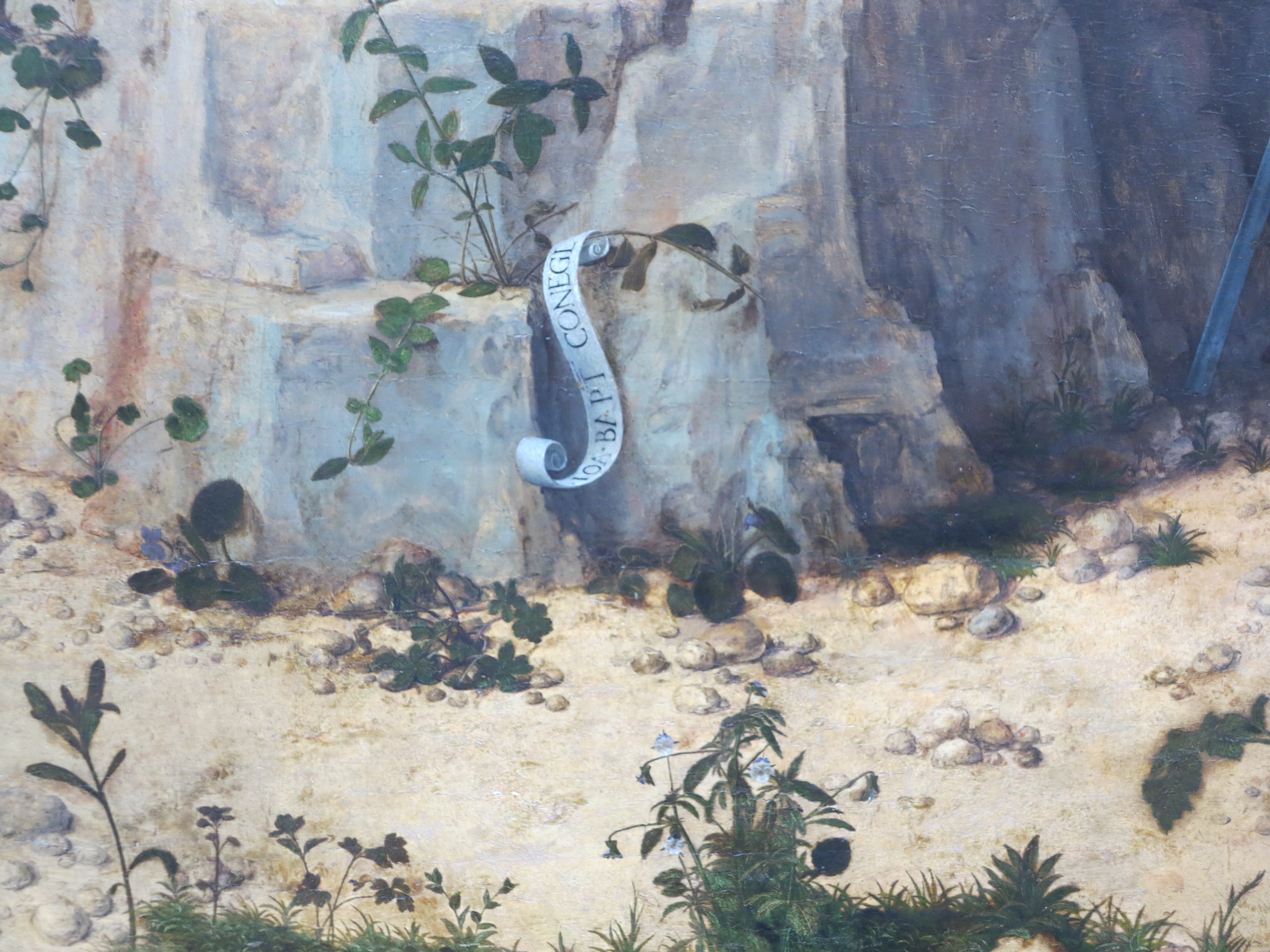
Detail
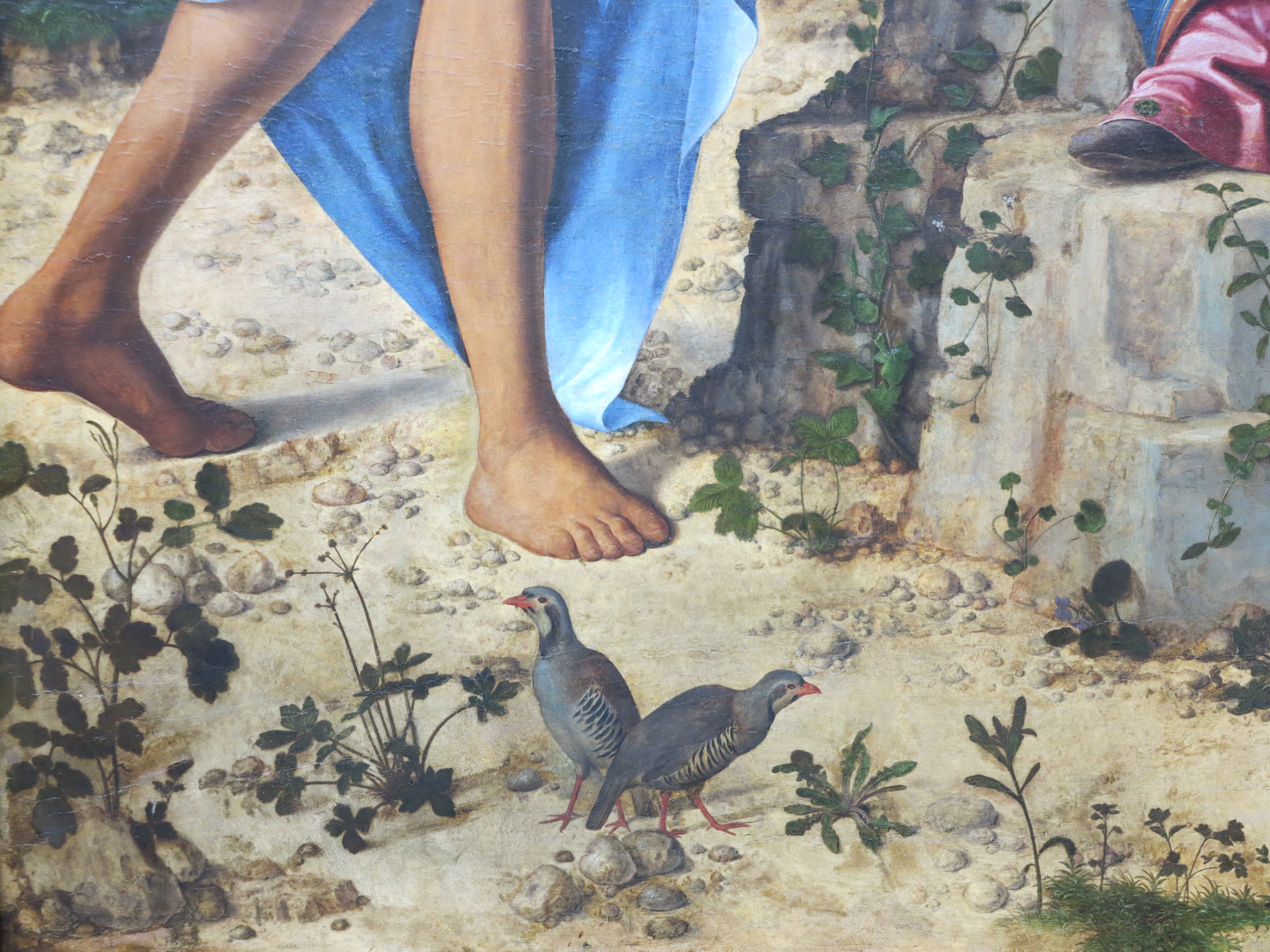
Detail
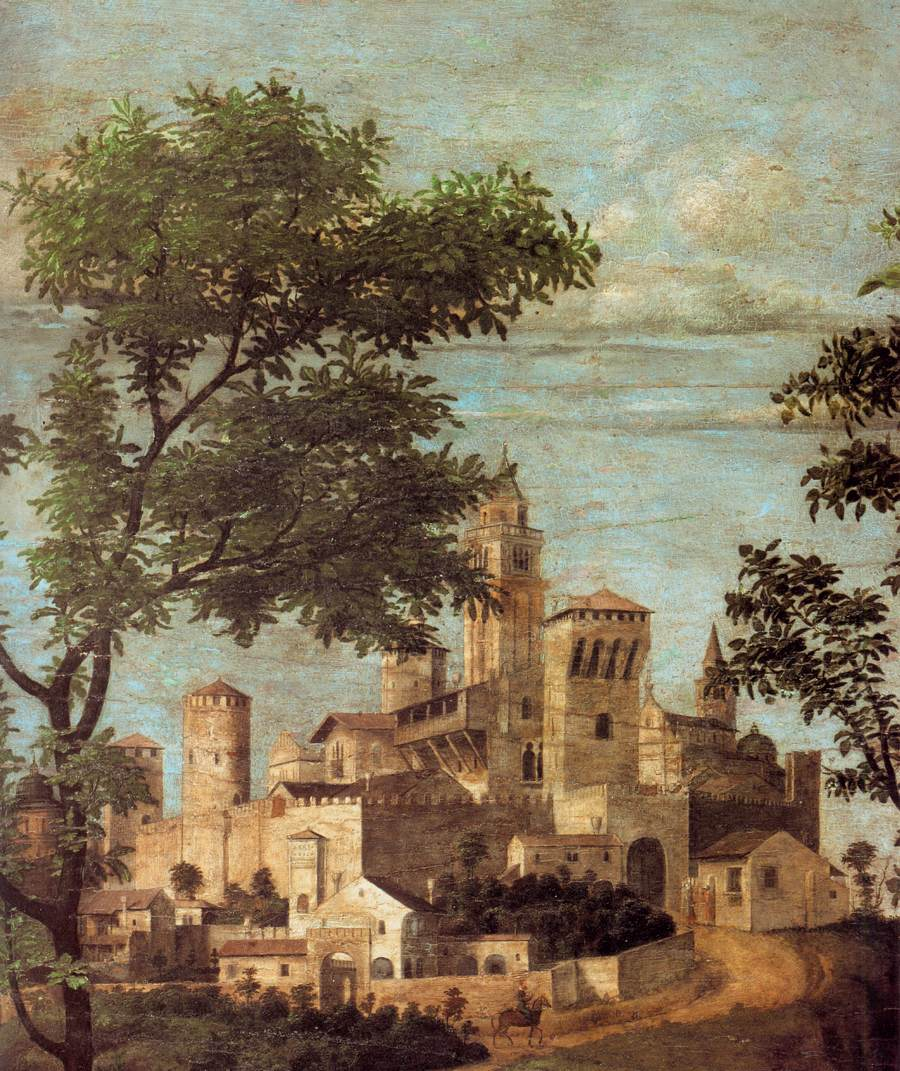
Detail